# Bladernheim

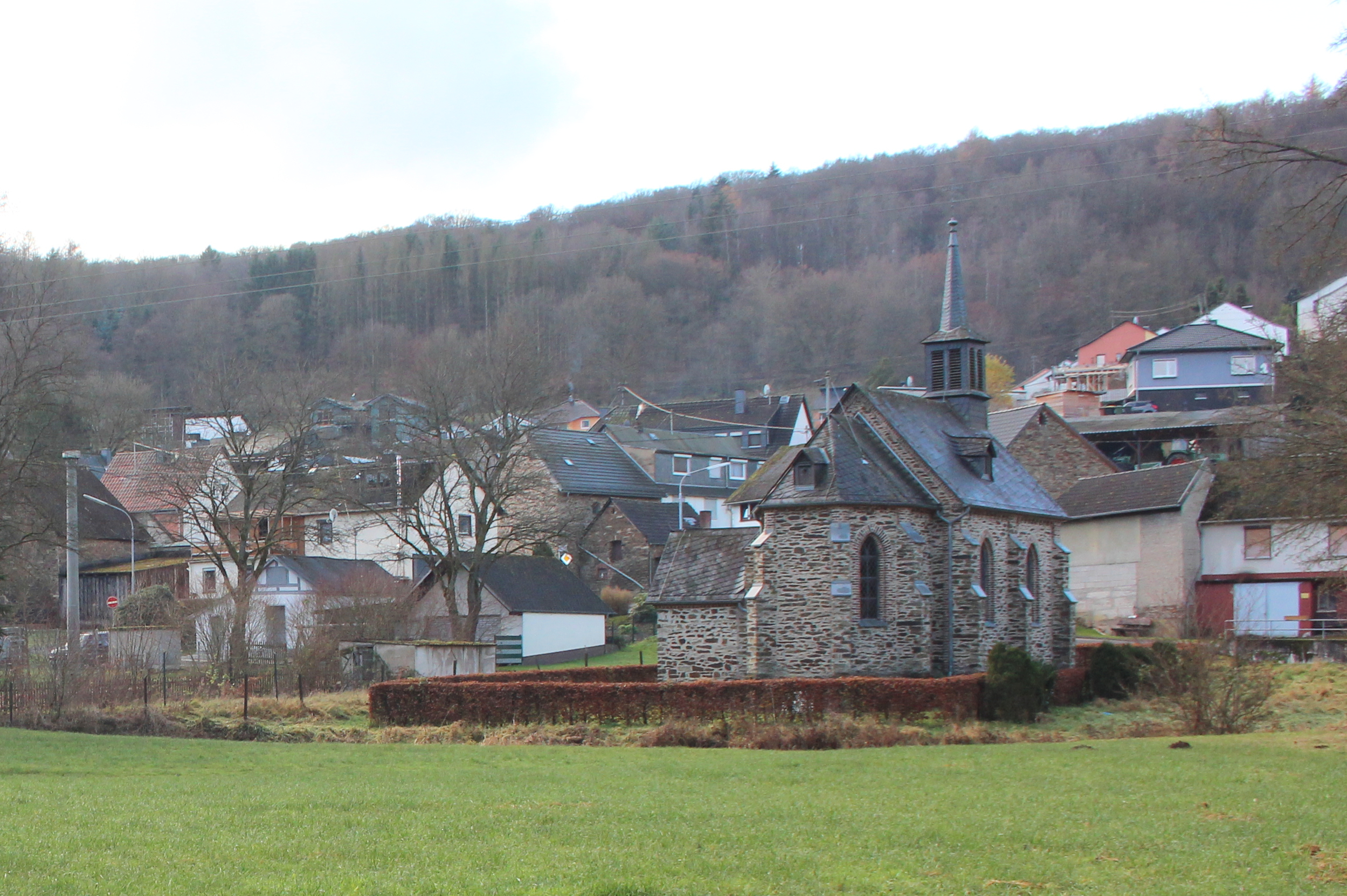
Bladernheim (2021)

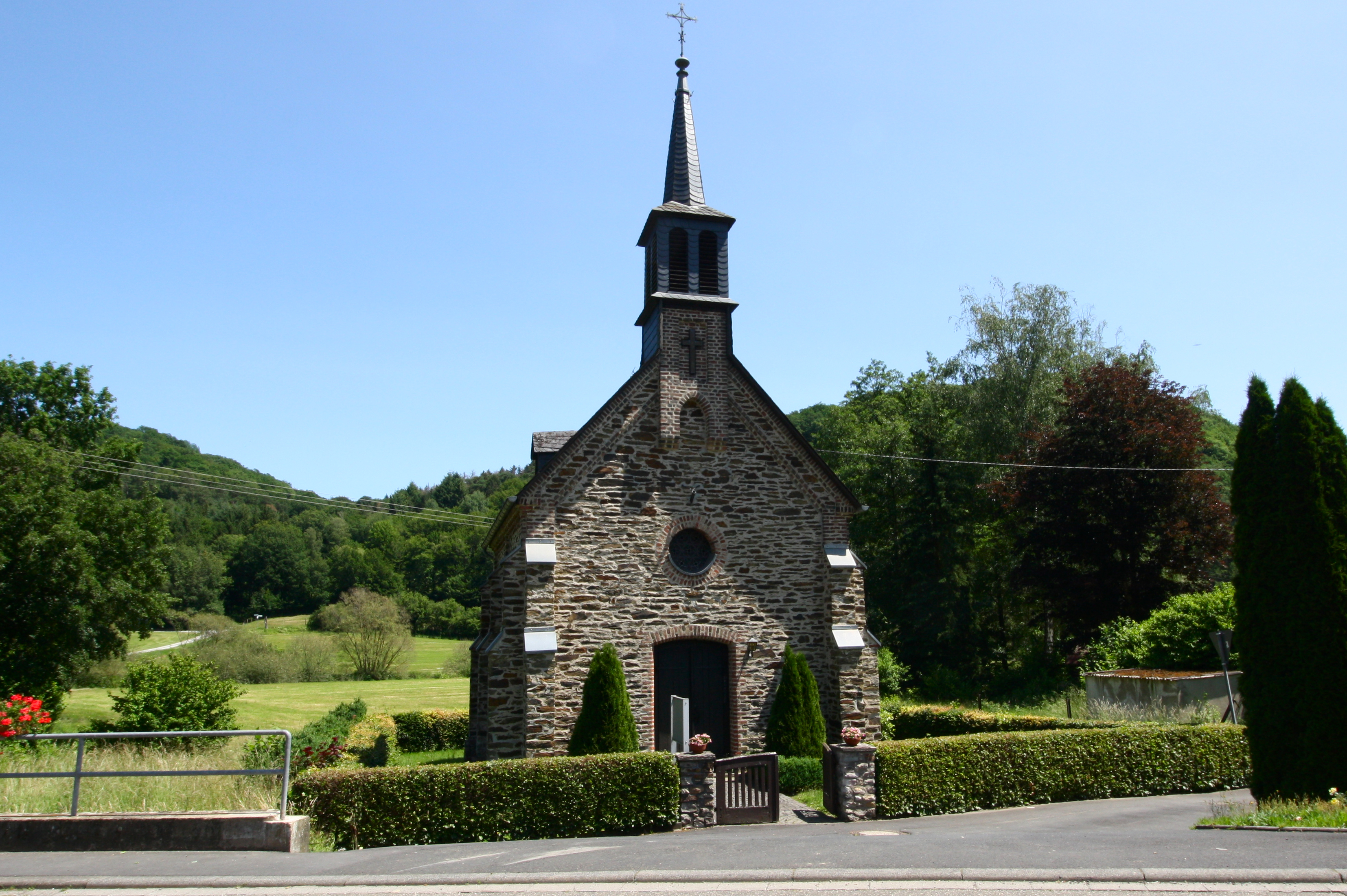
St. Antonius

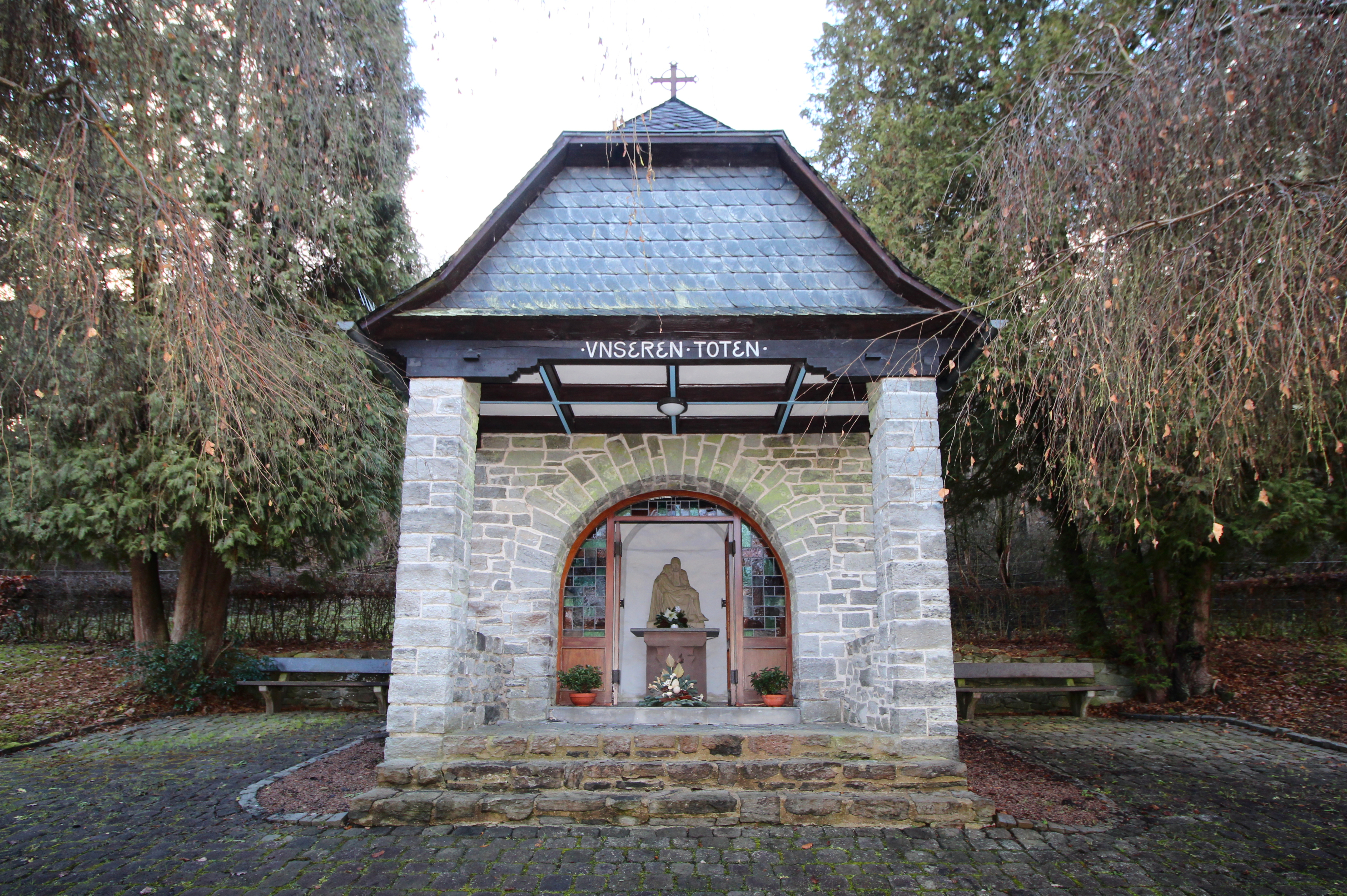
Friedhofskapelle

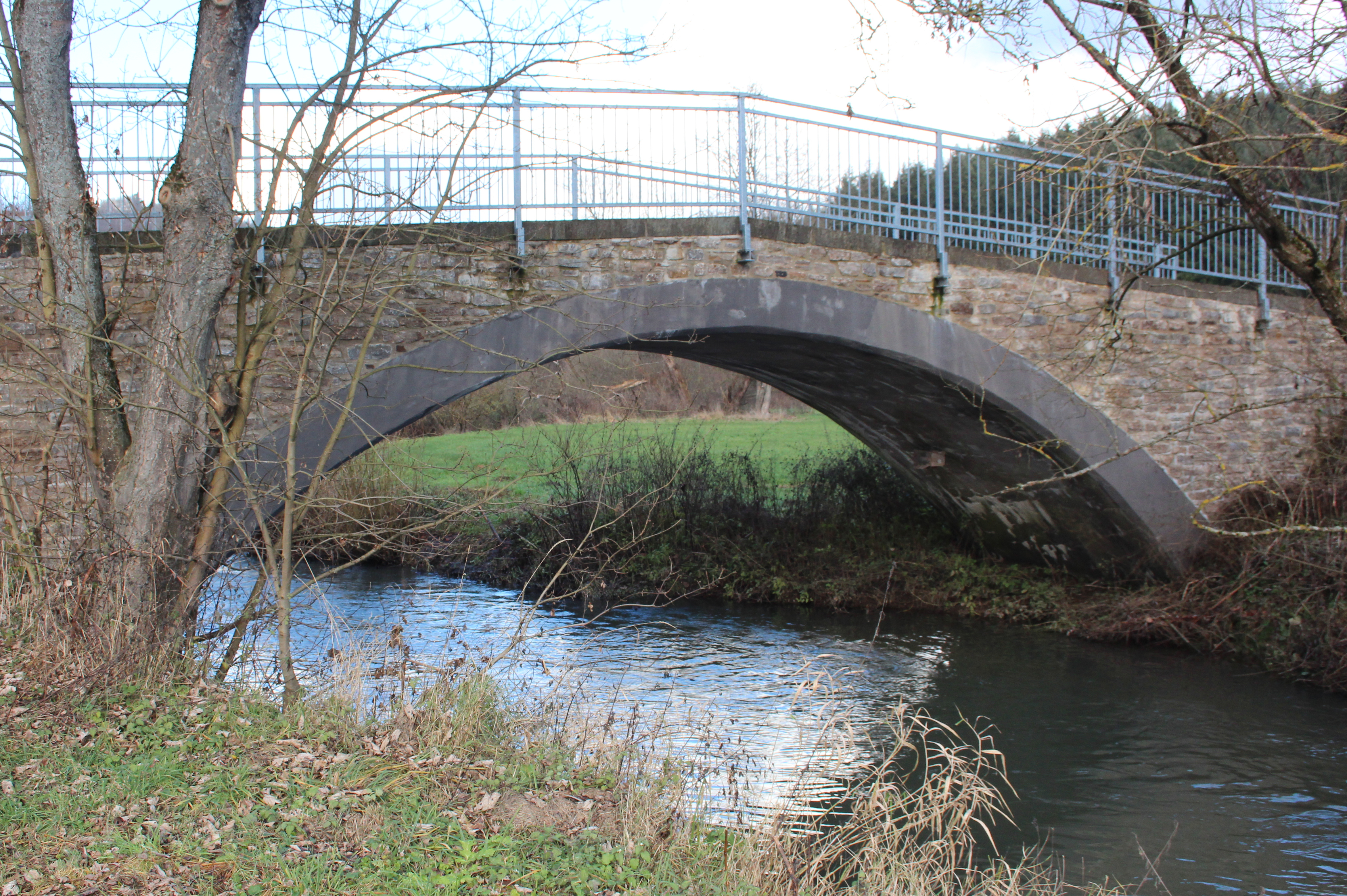
Gelbachbrücke

Bladernheim (mundartlich „Blorem“) ist ein Stadtteil und ein Ortsbezirk von Montabaur im Westerwaldkreis in Rheinland-Pfalz. Der Ort war früher landwirtschaftlich geprägt, heute ist er ein Wohnort im Sinne einer Pendlergemeinde. Bis 1972 war Bladernheim eine eigenständige Gemeinde im damaligen Unterwesterwaldkreis.

## Geographie
Das Dorf Bladernheim liegt im Norden des westerwälder Teils des Naturparks Nassau am rechten Ufer des Gelbachs etwa fünf Kilometer südöstlich der Innenstadt von Montabaur. Im Norden von Bladernheim liegt der Montabaurer Stadtteil Reckenthal, im Osten die Ortsgemeinde Heilberscheid, südlich der Stadtteil Ettersdorf und im Westen die Ortsgemeinde Untershausen.

## Geschichte

### Mittelalter und kurtrierische Zeit
Nach der Ortsnamenforschung gehört Bladernheim zu den frühesten Siedlungen im Bereich des alten Reichsforstes Spurkenberg (um 1220 „Silua Spurginberch“). Der Ort liegt im Gebiet des zwischen 930 und 959 erstmals beschriebenen Bannes und Kirchspiels Humbach (später Montabaur genannt).
Erste urkundliche Erwähnung Bladernheims erfolgte 1292 unter dem Namen „Blaterinheym“, 1465 wurde der Ort „Blaternheim“ genannt.
Nach einem Verzeichnis aus dem Jahre 1548 bildeten die drei Ortschaften Bladernheim, Reckenthal (Reckendal) und Wirzenborn (Wirzendal) eine „Zeche“ (Verwaltungsbezirk) des kurtrierischen Amtes Montabaur. Die Verwaltung der „Zeche“ war einem vom Montabaurer Amtmann eingesetzten Heimburger übertragen. Die drei Dörfer hatten zusammen 19 Feuerstätten (Hofstellen). Dem Stift St. Florin in Koblenz waren jährlich sechs Malter Hafer abzugeben. Zwischen Reckenthal und Bladernheim war eine Mühle, die „Hannes Muel“ genannt wurde. Im Trierer Feuerbuch von 1563 werden für Bladernheim fünf Feuerstellen angegeben. 1684 waren es vier, es wurden fünf trierische und zwei nassauische Untertanen (Familien) gezählt.
Im Jahre 1786 hatte Bladernheim 47 Einwohner.

### Nassauische und preußische Zeit
Bladernheim gehörte bis zum Anfang des 19. Jahrhunderts zum rechtsrheinischen Teil von Kurtrier, der infolge des Reichsdeputationshauptschlusses 1803 dem Fürstentum Nassau-Weilburg zugeordnet wurde. Nach der Bildung des Rheinbundes gehörte Bladernheim von 1806 an zum Herzogtum Nassau. Unter der nassauischen Verwaltung war Bladernheim dem nassauischen Amt Montabaur und bis 1815 dem Regierungsbezirk Ehrenbreitstein danach dem Regierungsbezirk Wiesbaden zugeordnet.
Nach einer Statistik des Herzogtums Nassau aus dem Jahre 1843 hatte die Gemeinde Bladernheim 77 Einwohner, die mit 15 Familien in 12 Häusern lebten. Die Einwohner waren ausnahmslos katholisch.
1866 wurde das Herzogtum Nassau von Preußen annektiert. Die Gemeinde Bladernheim wurde 1867 Teil der preußischen Provinz Hessen-Nassau und gehörte zum neu gebildeten Unterwesterwaldkreis. 1946 wurde die Gemeinde Bladernheim Teil des Landes Rheinland-Pfalz.

### Eingemeindung
Im Rahmen der Mitte der 1960er Jahre begonnenen rheinland-pfälzischen Kommunalreform wurde die bis dahin eigenständige Gemeinde Bladernheim zum 22. April 1972 mit 135 Einwohnern in die Stadt Montabaur eingemeindet.

### Kirche
Bladernheim gehörte immer zur Pfarrei Humbach/Montabaur im Erzbistum Trier, die 1827 dem seinerzeit neu errichteten Bistum Limburg zugeordnet wurde. Im Jahre 1889 wurde in Bladernheim die Antoniuskapelle errichtet, die heute Filialkirche der Montabaurer Pfarrei St. Peter in Ketten ist.

### Schule
Seit 1817 bildete Bladernheim zusammen mit den Nachbargemeinden Reckenthal und Wirzenborn einen Schulverband. Das gemeinsame Schulgebäude war in Reckenthal. Seit 1972 gehen die Kinder nach Montabaur zur Schule. Bladernheim gehört heute zum Schulbezirk der Waldschule Horressen.

## Ortsbezirk
Der Ortsbezirk Bladernheim ist identisch mit der gleichnamigen Gemarkung, die dem früheren Gemeindegebiet von Bladernheim entspricht. Die Interessen des Ortsbezirks werden durch einen Ortsbeirat und einen Ortsvorsteher vertreten.
Der Ortsbeirat besteht aus drei Mitgliedern, die bei der Kommunalwahl am 9. Juni 2024 in einer Mehrheitswahl gewählt wurden, und dem ehrenamtlichen Ortsvorsteher als Vorsitzendem.
Frank Heibel wurde am 23. Juli 2024 Ortsvorsteher von Bladernheim. Da bei der Direktwahl am 9. Juni 2024 kein Wahlvorschlag eingereicht wurde, oblag die Neuwahl des Bürgermeisters gemäß rheinland-pfälzischer Gemeindeordnung dem Ortsbeirat, der sich auf seiner konstituierenden Sitzung für Frank Heibel entschied. Sein Vorgänger Klaus Bauer hatte das Amt seit Februar 2015 inne und kandidierte bei der Wahl 2024 nicht erneut. Zuvor war Christoph Krätz Ortsvorsteher von Bladernheim.

## Sehenswürdigkeiten
- Siehe auch Liste der Kulturdenkmäler in Montabaur
- Die unter Denkmalschutz stehende Antoniuskapelle, ein neugotischer Bruchsteinsaal aus dem Jahr 1889, ist ortsbildprägend. Weiterhin stehen zwei Fachwerkhäuser aus dem 17. oder 18. Jahrhundert sowie ein gusseiserner Laufbrunnen aus dem 19. Jahrhundert unter Denkmalschutz.
- Ein Teil des Rundwanderweg der Holzbildhauer-Kunst Gelbachtal führt durch die Ortschaft.

## Infrastruktur
- Bladernheim ist über die Landesstraße L 313 mit der Innenstadt von Montabaur und in südlicher Richtung mit dem Montabaurer Stadtteil Ettersdorf verbunden.
- Bladernheim verfügt über ein Dorfgemeinschaftshaus.